# Людмила Калоянова
Людмила Николова Калоянова е българска поетеса и писателка , доктор на филологическите науки. 

## Биография
Родена е в гр. Созопол в семейството на Никола Калоянов и Мария Лефтерова-Калоянова. Завършва немска езикова гимназия и немска филология (с втора специалност български език) в СУ „Климент Охридски“. През 1989 емигрира в САЩ, където започва работа в Питсбъргския университет и защитава докторска дисертация на тема „Женска идентичност и творческо писане“.
Авторка е на стихосбирките „Анадромус“ (изд. Захарий Стоянов, 2017) и „Номад“ (изд. Жанет 45, 2022). През 2020 г. „Жанет 45“ издава историко-културологичния ѝ труд „Между лавъра и кръста“.
През 2020 г. основава издателство „Атерна Прес“. Редакторка е на едноименния електронен сайт за литература и изкуство, в който публикува литературни и културни новини, свързани с изявите на българските творци в САЩ и по света.
От 2019 г. заема поста вицепрезидент на Лигата на българските писатели в САЩ и по света (ЛБПСС) . Редактор и съставител на издадения през 2021 г. от ЛБПСС алманах със съвременна българска женска поезия „Дъщерите на България по света“, в който са включени български авторки от американската, европейската и австралийската диаспора.
През декември 2021 г. е избрана за президент (2021 – 2023) на Конфедерацията на българските културни организации и дейци в чужбина по време на Учредителното събрание на Конфедерацията в Чикаго.

## Награди и номинации
- Първа награда в конкурса „Нова социална поезия“ (2018).[10][11]
- „Номад“ (Жанет 45, 2022) – Номинация за националната литературна награда „Иван Пейчев“ (награда) (2023).[12]
- „Номад“ (Жанет 45, 2022) – Номинация за националния поетичен конкурс „Христо Фотев“ (награда) 2024.[13]